# Nieuwsblad van Geel
Het Nieuwsblad van Geel is een voormalig Belgisch weekblad dat verscheen in de regio Geel. 

## Geschiedenis
Het Nieuwsblad van Gheel werd in 1853 opgericht door Turnhoutenaars, met name de gebroeders Cremers, samen met de toenmalige Geelse stadssecretaris Frans Biddeloo. De allereerste editie verscheen op 19 februari 1853. Het was van oorsprong een katholiek weekblad en zette zich af tegen het in die tijd ook in de Kempen opkomende liberalisme.
Vanaf 1864 had het Nieuwsblad van Geel een monopolie in de Geelse journalistieke wereld, na het verdwijnen van het liberale blad De Pachter, dat sinds 1848 verscheen. In 1875 kreeg het blad een nieuwe concurrent, namelijk het Advertentieblad van Gheel. Dit blad had een liberale inslag en trok vooral de kaart van de toen in Geel erg bekende politicus en ondernemer August Leurs. De concurrentie is hard en leidt op papier tot heel wat gebekvecht.
In 1892 werd het tijdschrift overgenomen door August Biddeloo (zoon van stichter Frans), maar na diens spoedige overlijden kreeg zijn zuster Emilia de leiding. Vanaf 1893 kwam de krant in handen van Hendrik Rombouts. Omstreeks 1925 trad diens zoon (Frans) - en na Tweede Wereldoorlog ook kleinzoon (Karel) - in zijn voetsporen. Deze laatste behield tot 1975 de leiding van het blad. Ook achterkleinzoon (Guy) was er werkzaam, als graficus.
Tijdens de Eerste Wereldoorlog bleef het Nieuwsblad van Geel verschijnen, zij het in een noodeditie van twee bladzijden per editie. Tijdens de jaren dertig van de twintigste eeuw hield het blad zich afzijdig van politieke partijen zoals het VNV. De periodiek stond echter wel achter een aantal Vlaamse eisen. Hiertegen werd geageerd door een anonieme briefschrijver die onder de naam Berthout politieke commentaren gaf. Deze Berthout bleek achteraf de bekende historicus en stadsarchivaris van Antwerpen, Floris Prims, te zijn.
Het Nieuwsblad van Geel verscheen niet van 1940 tot 1944 omwille van de Tweede Wereldoorlog. Na de oorlog was het de Geelse marktleider omwille van het verdwijnen van vele concurrenten. In 2008 nam MGraphics het blad over en sindsdien was haar redactie zich weer gevestigd in het centrum van Geel.
In 2009 werd deze periodiek het oudste nog bestaande weekblad van België, na het verdwijnen van De Eecloonaar. De laatste editie verscheen in 2018.

## Vaste wekelijkse rubrieken
- Pas gebeurd: kort nieuws over ongevallen, inbraken, enzovoort.
- Woar goade henne?: een interview met een toevallige voorbijganger
- Het Geel van toen: een fotoreeks over het Geel van vroeger vergeleken met nu
- Shot in de roo(t)s: foto's uit de oude doos over het Geelse sociale leven
- Berichten van de burgerlijke stand: geboorten, huwelijken en overlijdens
- FC Leeslust: een boekenrubriek
- Plat du Jour: recensie van een Geelse eetgelegenheid
- De staande ovulatie: recensie van een cultureel evenement
- Honderd jaar geleden in het Nieuwsblad van Gheel: een greep uit artikels van een eeuw geleden